# Bévenais
Bévenais és un municipi francès situat al departament de la Isèra i a la regió d'Alvèrnia-Roine-Alps. L'any 2007 tenia 827 habitants.

## Demografia

### Població
El 2007 la població de fet de Bévenais era de 827 persones. Hi havia 315 famílies de les quals 66 eren unipersonals (27 homes vivint sols i 39 dones vivint soles), 101 parelles sense fills, 140 parelles amb fills i 8 famílies monoparentals amb fills.
La població ha evolucionat segons el següent gràfic:
Habitants censats

### Habitatges
El 2007 hi havia 363 habitatges, 314 eren l'habitatge principal de la família, 29 eren segones residències i 19 estaven desocupats. 358 eren cases i 4 eren apartaments. Dels 314 habitatges principals, 281 estaven ocupats pels seus propietaris, 20 estaven llogats i ocupats pels llogaters i 13 estaven cedits a títol gratuït; 1 tenia dues cambres, 26 en tenien tres, 88 en tenien quatre i 199 en tenien cinc o més. 258 habitatges disposaven pel capbaix d'una plaça de pàrquing. A 102 habitatges hi havia un automòbil i a 190 n'hi havia dos o més.

### Piràmide de població
La piràmide de població per edats i sexe el 2009 era:
| Homes | Edats   | Dones |
| ----- | ------- | ----- |
| 0     | 95 o +  | 0     |
| 0     | 90 a 94 | 8     |
| 0     | 85 a 89 | 4     |
| 4     | 80 a 84 | 8     |
| 0     | 75 a 79 | 8     |
| 24    | 70 a 74 | 16    |
| 16    | 65 a 69 | 16    |
| 16    | 60 a 64 | 16    |
| 20    | 55 a 59 | 16    |
| 28    | 50 a 54 | 28    |
| 20    | 45 a 49 | 16    |
| 32    | 40 a 44 | 28    |
| 36    | 35 a 39 | 40    |
| 12    | 30 a 34 | 24    |
| 12    | 25 a 29 | 8     |
| 8     | 20 a 24 | 8     |
| 24    | 15 a 19 | 8     |
| 36    | 10 a 14 | 36    |
| 20    | 5 a 9   | 32    |
| 20    | 0 a 4   | 12    |

## Economia
El 2007 la població en edat de treballar era de 539 persones, 378 eren actives i 161 eren inactives. De les 378 persones actives 345 estaven ocupades (187 homes i 158 dones) i 33 estaven aturades (13 homes i 20 dones). De les 161 persones inactives 66 estaven jubilades, 48 estaven estudiant i 47 estaven classificades com a «altres inactius».

### Ingressos
El 2009 a Bévenais hi havia 323 unitats fiscals que integraven 879,5 persones, la mediana anual d'ingressos fiscals per persona era de 18.235 €.

### Activitats econòmiques
Dels 32 establiments que hi havia el 2007, 1 era d'una empresa extractiva, 1 d'una empresa alimentària, 2 d'empreses de fabricació d'altres productes industrials, 10 d'empreses de construcció, 4 d'empreses de comerç i reparació d'automòbils, 1 d'una empresa d'hostatgeria i restauració, 1 d'una empresa financera, 2 d'empreses immobiliàries, 4 d'empreses de serveis, 3 d'entitats de l'administració pública i 3 d'empreses classificades com a «altres activitats de serveis».
Dels 12 establiments de servei als particulars que hi havia el 2009, 3 eren paletes, 1 guixaire pintor, 2 fusteries, 1 lampisteria, 2 perruqueries, 1 restaurant, 1 agència immobiliària i 1 tintoreria.
L'any 2000 a Bévenais hi havia 30 explotacions agrícoles que ocupaven un total de 442 hectàrees.

## Equipaments sanitaris i escolars
El 2009 hi havia una escola elemental.

## Poblacions més properes
El següent diagrama mostra les poblacions més properes.